# Excalibur
Excalibur er kong Arthurs magiske sværd, der ifølge legenderne er uovervindeligt i kamp.
Arthur får sværdet fra Damen i søen, der rækker ham det nede fra vandet sammen med en magisk sværdskede, der får sår til at ophøre med at bløde. Arthurs halvsøster Morgan le Fay lykkes senere i at stjæle både sværdet og sværdskeden, selv om Arthur får sværdet tilbage. 

## Navn
Navnet Excalibur kommer af latin chalybs (stål), og kan dermed oversættes som "Ud af stål". På walisisk hed sværdet Caledfwlch ("Kløver det, der er hårdt"), som samtidig er et af de tidligste kendte navne for sværdet. Caledfwlch er kognat med Caladbolg (af calad "hårdt" og bolg "lyn").

## Excalibur
På sit dødsleje kan Arthur ikke selv kaste sværdet tilbage i søen. Han beder Bedwyr om at gøre det, men denne kan ikke nænne at skille sig af med pragtstykket. Han vender tilbage til Arthur og siger, at sværdet er kastet i søen, men da Arthur spørger ham ud, og Bedwyr svarer, at der ikke skete noget usædvanligt, ved Arthur, at han lyver. Bedwyr sendes tilbage til søen, og da han denne gang kaster sværdet i søen, ser han den mystiske hånd dukke op, gribe sværdet, svinge det tre gange og trække det med sig i dybet. Det er siden aldrig set. 
Sagnet kan genspejle skikken med at sænke offergaver i søer og moser, som det også kendes fra oldtidens Danmark.

## Caliburnus
Arthurs sværd omtales første gang hos Geoffrey af Monmouth. Det er støbt på øen Avalon, og kaldes Caliburnus, også af latin chalybs/stål. Caliburnus – og ikke Excalibur – er sværdet, Arthur ved hjælp af troldmanden Merlin trækker ud af stenen for at bevise sin kongeværdighed. 
Virkelighedens Caliburnus findes i en kirke i Toscana, og tilskrives helgenen Sankt Galgano.  Oprindeligt hed han Galgano Guidotti, og var en adelsmand fra Chiusdano ved Siena. Han siges at have splittet stenen, hvor hans sværd stadig står, i 1180, da han trak sig fra krigen til fordel for et liv som eremit. Guidotti var kendt som en arrogant herre, indtil han i et syn mødte ærkeenglen Michael, der overtalte ham til en fremtid som huleboer. Men på vej forbi Montesiepi, en bakke ved Chiusdano, blev han smidt af sin hest, og oplevede et nyt syn, hvor han fik besked om at give afkald på alt materielt. Han indvendte, at det ville være lige så svært som at flække en sten, og slog derefter sit sværd mod en klippe, der uventet gav efter, som om den var af smør. Karbondatering har bekræftet, at to mumificerede hænder i det samme kapel ved Montesiepi også stammer fra 1100-tallet. Ifølge legenden fik enhver, der forsøgte at trække sværdet ud, sine arme revet af. 

## Clarent
Clarent skulle ifølge myterne være den magiske tvilling til Excalibur. Legenden siger, at det er ét af de fire elementære sværd (Clarent er ild), og at Mordred brugte Clarent til at dræbe sin far, kong Arthur.